# Daas (2011)
Daas ist ein polnischer Kostüm- und Historienfilm aus dem Jahr 2011, der den Einfluss Jakob Joseph Franks sowie den Frankismus während des 18. Jahrhunderts erkundet. Dabei behandelt er den ewigen Kampf zwischen Religion und säkularer Autorität, Idealismus und Doppelspiel sowie Erotik und Vertrauen. Der Filmtitel bezieht sich auf das kabbalistische Daas, das das mystische Ziel aller Frankisten war.

## Handlung
Wien im Jahr 1776: Der aus Schlesien eingewanderte Kaiserliche Hofberater Henryk Klein erhält in seinem Büro der Österreichisch-Böhmischen Hofkanzlei eine besorgniserregende Supplik des galizischen Landadligen Jakub Goliński: 1759 soll ein Neophyt namens Jakob Frank aus der Türkei gekommen sein mit der Behauptung, er wäre zum Katholizismus bekehrt, dafür dass Jesus nur jene Gestalt gewesen sei, die den Weg für den wahren Messias bereitet: Jakob Frank. Mit der Autorität eines Messias habe dieser alle Juden in Osteuropa angeordnet, ebenfalls zum Katholizismus zu konvertieren. Goliński, in Gliniany bei Lwów geboren, schäme sich selbst unter seinen Anhängern gewesen zu sein. Frank verkünde, selbst „Meister über Leben und Tod“ zu sein und dass jene, die an ihn glauben, nie sterben würden. Der Fall wäre in einem Tribunal vor dem Polnischen Kanzler und drei Bischöfen geklärt worden: Die Mehrheit der Frankisten bekannte sich schuldig und wurde begnadigt. Frank selber wäre vom Vatikan auf lebenslang ins Kloster Jasna Góra in Częstochowa verbannt worden, so dass er den Leuten nie wieder mit Häresie Schaden zufügen könne. Eine Handvoll Frankisten, die ihm bis dorthin gefolgt waren, hätte er weiter lehren und über sie neue Anhänger gewinnen können. Unglücklicherweise sei er dort zwölf Jahre später durch russische Truppen entlassen worden und nach Wien geflohen. Golińskis Ehefrau wäre bei Frank geblieben und praktiziere Polyandrie. Aber seine Ehefrau hätte ihm verraten, dass Frank plane, ihn ermorden zu lassen als Exempel für andere Abtrünnige. Jeden Tag kämen nun Gläubigerscharen zu Frank nach Brünn, um ihr Geld und ihre Dienste anzubieten, was eine Beleidigung des Kaisers und der Kirche sei. Angesichts der Wichtigkeit dieser Angelegenheit wende sich Goliński demütig mit der Bitte an die Hofkanzlei, dass man ihm erlaube, diesem Betrug hier in Wien ein Ende zu bereiten. Das würde auch Goliński helfen, das Geld wieder zurückzubekommen, das Jakob Frank ihm vor vielen Jahren gestohlen hatte.
Während Goliński als traumatisierter Ex-Frankist im geteilten Polen irgendwie versucht, für sich Gerechtigkeit herbeizuführen und infolge seiner undurchsichtigen Verstrickung im Frankismus Hendel und die Herzogin nicht überzeugen kann, eine Fabrik mit seiner Gummi-Produktionstechnik zu unterstützen, beauftragt Henryk Klein in der Böhmisch-Österreichischen Hofkanzlei sofort seinen Assistenten Schwartz mit der Überprüfung der Informationen über Frank durch die Warschauer Behörden und den Vatikan. Er hört vom Schlaganfall und Lähmungen seiner Ehefrau Marianna und erfährt durch ihren Arzt ausgerechnet Jakob Frank als letzte Heilungschance.
In den Archiven der Österreichisch-Böhmischen Hofkanzlei ist plötzlich die Supplik Golińskis verschwunden. Der vorgesetzte Kaiserliche Hofberater Herr Großen befiehlt Klein, alle Dokumente und Beweise gegen Frank zu vernichten. Sogar Graf von Nogai empfiehlt seinem Schwiegersohn Henryk, die ganze Sache nicht weiter zu untersuchen, sie sei sehr heikel. Eine ausgeklügelte Verschwörung in den höchsten Kreisen Österreich-Ungarns scheint im Gange. Überall in Wien ist das türkische Symbol zu sehen: der rote Stern mit Mondsichel.
Klein reist nun an den frankistischen Hof in Brünn, wo er erstmals Jakob Frank trifft. Beim Kostümfestival des Kaisers Joseph II. kommt es zum Eklat: Dem Eid gegenüber Joseph II. und seinem Gewissen verpflichtet, tritt Henryk Klein vor Seine Kaiserliche Majestät und warnt ihn vor einer großen Verschwörung. Doch er wird böse erwachen und die Schicksale Golińskis und Kleins verweben zwangsläufig miteinander.

## Drehorte
Die Dreharbeiten zum Film fanden in Breslau statt.

## Filmkritik
„Hervorragend gefilmt von Arkadiusz Tomiak. Daas ist ein faszinierender Streifen verbunden mit Religion und weltlicher Macht, Erotik und Glaube, Idealismus und Niedertracht, Geldgier und seelischer Macht.“

„Der Debütant Adrian Panek darf für seinen Ehrgeiz und außerordentliche Kompetenz gelobt werden.“